# Lissonota muertae
Lissonota muertae là một loài tò vò trong họ Ichneumonidae.